# In de ban van de ring
In de ban van de ring, oorspronkelijke titel The Lord of the Rings, is een fantasy-werk geschreven door de taalkundige en universitair professor J.R.R. Tolkien. Het werd in fasen geschreven tussen 1937 en 1949, waarvan veel tijdens de Tweede Wereldoorlog. Het werk werd uitgegeven in drie banden, getiteld The Fellowship of the Ring, The Two Towers en The Return of the King, vertaald als De reisgenoten, De twee torens en De terugkeer van de koning. Structureel gezien bestaat het werk uit zes boeken, twee per band, samen met verschillende appendices en achtergrondinformatie die zijn opgenomen op het einde van het laatste deel. De Engelstalige titel van het werk verwijst naar de belangrijkste antagonist in het verhaal: de Zwarte Heerser Sauron, die ooit de Ene Ring creëerde om op die manier de andere Ringen van Macht te regeren.
The Lord of the Rings is sinds de jaren 50 verschillende keren herdrukt en vertaald in meerdere talen, zodat het al spoedig een van de meest populaire en invloedrijke werken van de 20ste eeuw werd wat betreft fantastische literatuur.

## Verhaal

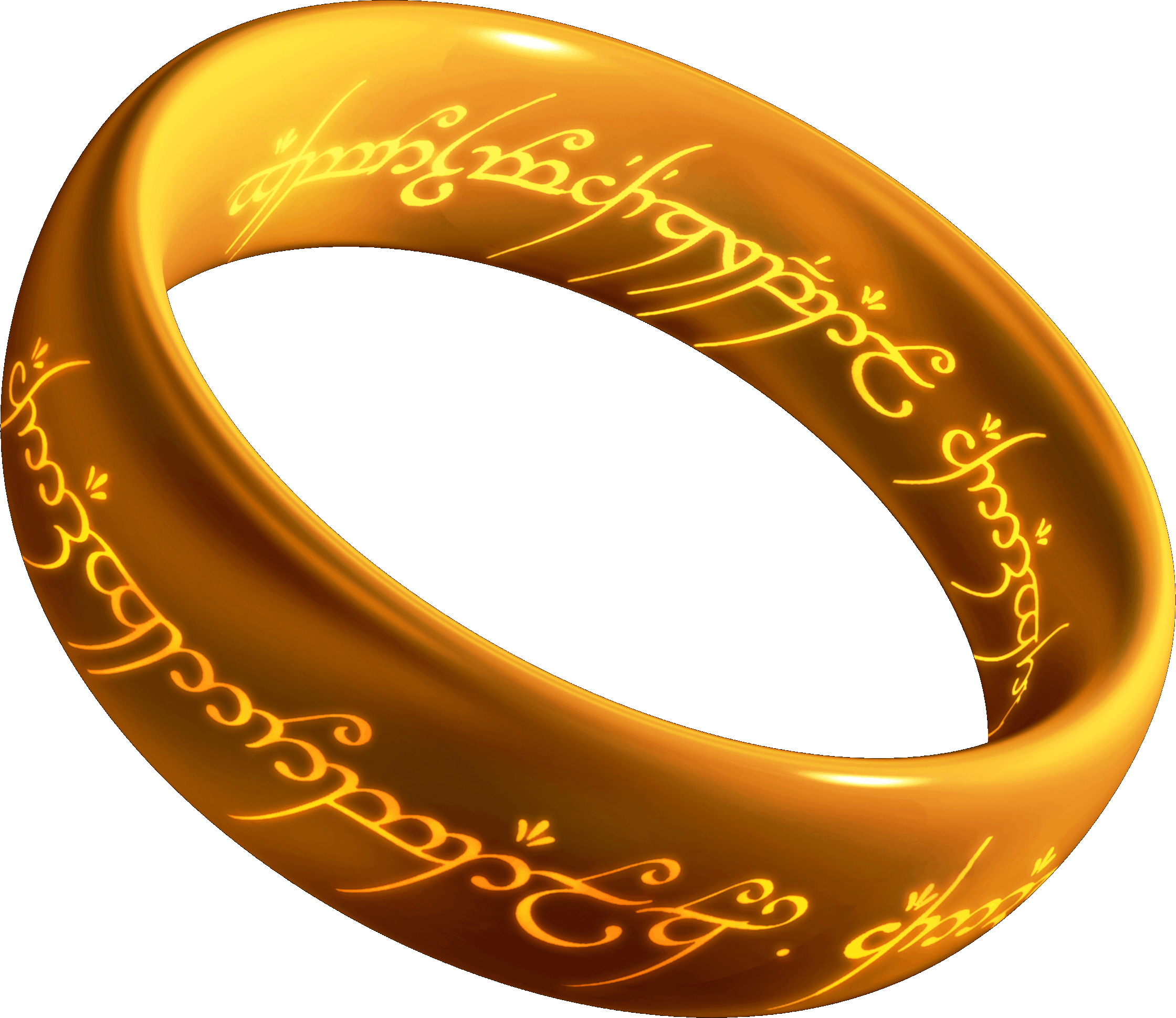
De Ene Ring

De Hobbit Frodo Balings krijgt van zijn oom Bilbo Balings een gouden Ring. Dit blijkt een magische ring te zijn die grote macht in zich draagt. De Ring is gesmeed door Sauron, de vertegenwoordiger van al het kwade in Midden-aarde. Sauron kan alleen verslagen worden als de Ring wordt vernietigd. Dit laatste kan enkel gebeuren in het vuur van de Doemberg, waar de Ring ook door Sauron gesmeed werd.
De vertelling begint in de Gouw en doorkruist hierna heel het westen van Midden-aarde tot aan het vijandelijke land Mordor. Het verhaal wordt afwisselend verteld vanuit het perspectief van de hobbits Frodo Balings, Sam Gewissies, Meriadoc Brandebok en Peregrijn Toek en vanuit het perspectief van de Doler Aragorn, de Dwerg Gimli, de Elf Legolas en de Tovenaar Gandalf.

## Samenvatting

### De reisgenoten(The Fellowship of the Ring)

#### De macht van de Ring wordt groter
Op een dag komt Gandalf op bezoek in Hobbitstee in de Gouw, waar de hobbit Bilbo Balings zijn 111e verjaardag viert. Gandalf vertelt aan Bilbo's neef Frodo dat Sauron Gollem gevangen heeft genomen. Hierdoor weet Sauron dat de Ene Ring in Bilbo's bezit is. Bilbo vertrekt tijdens zijn eigen verjaardagsfeest heimelijk en gaat naar Rivendel. Hij laat de Ring, die hij tientallen jaren in zijn bezit heeft gehad, met enige tegenzin achter.
Frodo krijgt van Gandalf de opdracht om met de Ring af te reizen naar Bokland, waar zijn moeders familie oorspronkelijk vandaan kwam, en te doen alsof hij zich daar vestigt. Gandalf zal dan ook daarheen komen en samen met Frodo de reis uit de Gouw ondernemen. Frodo vertrekt niet alleen, maar samen met zijn tuinman Sam Gewissies en zijn vrienden Merijn Brandebok en Pepijn Toek.
Onderweg naar Bokland worden de Hobbits voor het eerst opgeschrikt door Zwarte Ruiters (Nazgûl), die proberen voor Sauron de Ring te bemachtigen. Als blijkt dat Gandalf niet op tijd in Bokland is aangekomen, zetten de hobbits hun reis voort naar Breeg. Om de ruiters te ontwijken nemen ze de weg door het Oude Woud, waar ze Tom Bombadil ontmoeten, die hen daar uit een benarde situatie redt. Hun pad leidt ook over de onherbergzame Grafheuvels, waar ze door een Grafgeest gevangen worden genomen. Opnieuw brengt Tom redding.
Als de Hobbits in Breeg aankomen, blijkt dat Gandalf daar niet is. Hij heeft echter een brief achtergelaten bij Gersteman Boterbloem, de waard van de herberg De Steigerende Pony. In de brief staat dat Frodo al eerder had moeten vertrekken omdat de Nazgûl waren uitgereden. Gandalf schrijft ook dat ze in contact moeten komen met de Doler Aragorn, bijgenaamd Stapper, die zich in de herberg inderdaad aan de Hobbits heeft voorgesteld. Boterbloem was vergeten de brief af te geven in Hobbitstee. 's Nachts wordt de herberg aangevallen. De vier metgezellen vertrekken samen met hun nieuwe reisgenoot Stapper naar Rivendel. Onderweg rusten ze uit bij de Weertop, een hoge heuvel. Die nacht wordt hun kamp aangevallen door de Nazgûl. Stapper weet ze te verslaan, maar hun leider bezorgt Frodo wel een steek in zijn schouder. Frodo wordt zo snel mogelijk naar Rivendel gebracht, alleen daar kan zijn wond worden genezen.

#### De Ring gaat zuidwaarts
In Rivendel wordt Frodo's wond genezen. Gandalf is inmiddels ook hier gearriveerd. Hij had gevangen gezeten in Isengard, de basis van Saruman, een andere Tovenaar, die de vrije volkeren verraden heeft. Ook Bilbo is nog altijd in Rivendel en hij heeft een weerzien met zijn neef. In Rivendel wordt tijdens de Raad van Elrond besloten dat de Ring vernietigd moet worden. Frodo verklaart zich bereid om de Ring naar de Doemberg te brengen. Rondom Frodo wordt een reisgezelschap gevormd dat hem zal helpen zijn doel te bereiken: de Hobbits Sam, Merijn en Pepijn (in eerste instantie tegen de wil van Elrond), de Elf Legolas, de Tovenaar Gandalf, de Dwerg Gimli en de Mensen Boromir en Aragorn. Het 'Gezelschap van de Negen' (de Negen Lopers) neemt het vanaf nu op tegen de Nazgûl, de Negen Ruiters, tegen Saruman, die het hoofd van de orde der Tovenaars was, en tegen Sauron zelf en diens dienaren. Samen trekken zij naar het zuiden, waar Frodo's eindbestemming Mordor en Gondor liggen.
Het gezelschap slaagt er niet in om over de Roodhornpas te trekken vanwege hevige sneeuwstormen. Ze besluiten om in plaats daarvan de weg door de duistere mijnen van Moria te nemen, waar lang geleden Dwergen woonden, maar nu waarschijnlijk Orks en misschien nog gevaarlijkere wezens. Als ze de mijnen in willen gaan, komt er uit het water voor de poort een monster (de Wachter in het water) omhoog dat Frodo mee het water wil insleuren. Geholpen door Sam weet Frodo te ontsnappen en het gezelschap vlucht de mijnen in. Daar komen ze enige tijd niemand tegen, maar als ze bijna bij het einde zijn worden ze aangevallen door Orks. Ze vluchten naar de uitgang. Als ze een brug over een diepe afgrond oversteken (de Brug van Kazad-Dûm), komt er een Balrog achter hen aan. Gandalf slaagt erin het monster in de afgrond te gooien, maar wordt zelf ook mee de diepte ingetrokken.
Als de resterende acht reisgenoten uit Moria komen, trekken ze naar het bos Lothlórien, waar een Elfenvolk woont. Van de leidster van deze Elfen (Galadriel) krijgen ze drie boten om over de rivier de Anduin verder te trekken. Zodra ze bij de watervallen van Rauros stoppen, is er onenigheid over waar men heen wil. Boromir tracht Frodo ertoe over te halen mee te gaan naar Gondor, zodat de Ring daar gebruikt kan worden in de oorlog. Frodo wil echter naar het oosten, naar Mordor. Hierop probeert Boromir de Ring van Frodo af te nemen. Frodo vlucht en besluit de rest van het gezelschap te verlaten. Sam volgt hem. Ze steken met z'n tweeën de rivier de Anduin over en vervolgen hun weg naar Mordor.

### De twee torens(The Two Towers)

#### Het verraad van Isengard
Merijn en Pepijn worden gevangengenomen door de Uruk-hai, een door Saruman gecreëerde Orksoort. Boromir wordt gedood terwijl hij hen verdedigt. De Uruk-hai ontvoeren de Hobbits naar Isengard, achtervolgd door Aragorn, Gimli en Legolas. De Rohirrim overvallen de Orks. Merijn en Pepijn slagen erin te ontsnappen, en ze vluchten het woud Fangorn in. Daar hebben zij een ontmoeting met Boombaard, de leider van de Enten. Dit zijn oeroude en (normaliter) trage wezens, de herders van de bomen. Als de Enten het verhaal van de Hobbits hebben gehoord, besluiten ze gezamenlijk ten strijde te trekken tegen Saruman.
Aragorn, Gimli en Legolas steunen de mensen van Rohan in hun strijd tegen de legers van Saruman. Ook Gandalf, die toch nog blijkt te leven, voegt zich weer bij hen: hij heeft nu de opdracht weer naar Midden-aarde terug te keren om daar de krachten van het goede bij te staan tegen het kwaad. De koning van Rohan, Théoden, wordt bevrijd van de verderfelijke invloed van Gríma Slangtong, die een verrader in dienst van Saruman blijkt te zijn. In Helmsdiepte weerstaat het leger van Rohan de legers van Saruman, die uiteindelijk door de Enten worden verslagen. Gandalf ontneemt Saruman al zijn macht, maar na afloop kijkt Pepijn in de Palantír die Saruman gebruikte om met Sauron te communiceren. Daardoor denkt Sauron dat de Hobbit met de Ring ver in het westen is. Sauron besluit ten strijde te trekken tegen Gondor.

#### De weg naar Mordor
Intussen ontmoeten Frodo en Sam Gollem, die nog steeds bezeten is van de Ring en geheel gefixeerd is op het terugkrijgen ervan. Uiteindelijk leidt dit schepsel Frodo en Sam door de Dode Moerassen op weg naar Mordor. In Ithilien, op de oostelijke oever van de Anduin, worden Frodo, Sam en Gollem gevangengenomen door Faramir, de broer van Boromir. Faramir is geïnteresseerd in de Ring, maar in tegenstelling tot zijn broer doet hij geen poging om Frodo de Ring af te nemen. Hij besluit de twee Hobbits weer te laten gaan zodat ze hun missie kunnen afmaken. Hij waarschuwt ze met klem voor Gollem, die nog steeds met Frodo en Sam meereist. Gollem leidt hierna de twee Hobbits via de Ephel Dúath naar het hol van de reuzenspin Shelob, in de hoop dat die Frodo en Sam zal opeten, waarna Gollem de Ring terug kan krijgen. Zijn plan mislukt echter door Sams optreden. Sam draagt zelf een tijdlang de Ring in de veronderstelling dat Frodo dood is. Frodo blijkt echter nog in leven te zijn en wordt door Orks meegenomen.

### De terugkeer van de koning(The Return of the King)

#### De oorlog om de Ring
Gandalf en de Mensen van Rohan trekken ten strijde naar Gondor. Aragorn, Gimli en Legolas betreden de Paden der Doden, een geheime doorgang door de bergen tussen Gondor en Rohan, om een leger dode Mensen op te roepen tegen Sauron te vechten. Deze Mensen hadden een eed van trouw aan Gondor gezworen, maar braken deze toen Gondor een beroep op hen deed voor strijd tegen Sauron in een eerdere Era, waardoor ze vervloekt zijn en geen rust hebben tot een erfgenaam van Elendil hen alsnog van hun eed ontslaat. Met dit leger gaan ze naar de Gondoriaanse havenstad Pelargir, en verslaan daar een vijandige kapersvloot, de Kapers van Umbar, die op weg waren naar Minas Tirith.
In de hoofdstad Minas Tirith is de toestand inmiddels kritiek. Faramir is gewond en wordt zwaar ziek door de zwarte adem van de Nazgûl. Ook Denethor II, de stadhouder en vader van Boromir en Faramir, gebruikt een Palantír om het rijk te overzien. Doordat Sauron echter via zijn Palantír contact heeft gemaakt met die van Anor, ziet Denethor enkel wanhoop, waarna hij zelfmoord pleegt. De legers van Aragorn, die na het verslaan van de Kapers versterkingen heeft opgeroepen uit Lamedon en Lossarnach, en Rohan verschijnen net op tijd om de aanval van Sauron af te slaan, wiens legers de eerste van de zeven ringen van de stad al in handen hebben, maar in de strijd sneuvelt Théoden. Zijn nicht Éowyn weet de Tovenaar-koning van Angmar echter te doden, geholpen door Merijn. Aragorn komt daarna de stad binnen om Faramir, Éowyn en Merijn te redden met een geneeskrachtige plant. Hij kan dit doordat de leden van zijn geslacht daartoe de benodigde kennis van magie hebben. Hierom wordt hij in de stad erkend als de nieuwe koning. Aragorn is tevens de erfgenaam van de koningen van Gondor, zodoende is hij sowieso al de rechtmatige heerser van dit land. Hoewel de aanval nu is afgeslagen, blijft de militaire toestand tamelijk hopeloos. Toch gaan de legers van het westen in de aanval, om de aandacht van Sauron te trekken en zo Frodo de kans te geven ongemerkt bij de Doemberg te komen. Voor de Morannon daagt Aragorn Sauron uit, die zijn troepen vervolgens Aragorns leger laat aanvallen. De legers van de Mensen dreigen het onderspit te delven.

#### De terugkeer van de koning
Sam weet Frodo te bevrijden uit de toren van Cirith Ungol en samen trekken ze verder Mordor binnen. Ze kunnen hier ongemerkt steeds dieper doordringen, doordat Sauron zijn oog volledig op de vechtende legers in Gondor heeft gericht. Frodo en Sam bereiken de Doemberg. Terwijl Frodo aan de rand van de afgrond staat waarin hij de Ring moet gooien, zwicht hij opnieuw voor de verlokking van de Ring en eist hem voor zichzelf op terwijl hij hem omdoet. Hierdoor wordt Sauron hen alsnog gewaar. Gollem, die hen nog altijd volgt, valt Frodo aan en bijt hem de vinger waar de Ring op zit af. In zijn uitzinnige triomf valt Gollem daarop samen met de Ring in het vuur van de Doemberg. Nu de Ring is vernietigd vergaat ook het rijk van Sauron.
Aragorn krijgt de troon van Gondor en Arnor. Hij trouwt met Arwen, de dochter van de Halfelf Elrond, die voor hem haar onsterfelijkheid opgeeft. De Hobbits keren terug naar de Gouw. Als ze daar aankomen blijkt dat de verslagen, maar sluwe en wrede Saruman er inmiddels een schrikbewind voert. Hij heeft grote Mensen binnengehaald, die de Hobbits onderdrukken, stenen huizen bouwen en bomen omhakken. Pepijn en Merijn organiseren een opstand van de Hobbits, die in eeuwen geen geweld meer gekend hadden. Saruman en zijn handlangers worden verslagen in de Slag van Bijwater, en Saruman wordt door Gríma Slangtong vermoord.
De Hobbits beginnen aan het herstel van hun geliefde groene en vredige land. Dankzij een uitzonderlijk gezegend vruchtbaar jaar, door een geschenk van Galadriel aan Sam, is de Gouw al snel weer een aangenaam land. Als Frodo met de andere Hobbits terug is in de Gouw, begint hij te beseffen dat zijn mentale wonden nooit meer helemaal zullen herstellen. Uiteindelijk vertrekt Frodo naar de Grijze Havens om met de Elfen, die nu allemaal Midden-aarde verlaten, en met Bilbo naar het Verre Westen (Valinor), het land van de Elfen, te varen. Later zal ook Sam daarheen vertrekken. Ook hij kreeg deze speciale gunst door de Elfen toegewezen, omdat ook hij (tijdelijk) een Ringdrager is geweest.

## Geschiedenis
Het verhaal begon als een vervolg voor Tolkiens eerdere, minder complexe kinderboek De Hobbit (1937), maar groeide uit tot een veel groter werk.
Hoewel het werk tegenwoordig algemeen bekend is als een trilogie, werd het verhaal door Tolkien oorspronkelijk als één geheel beschouwd. Het was Tolkiens bedoeling om het samen met De Silmarillion uit te geven. Maar vanwege economische redenen – papier was in die tijd schaars en duur, en dat maakte een integrale editie tot een groot risico voor de uitgever – ging Tolkien akkoord met het voorstel van zijn uitgever om The Lord of the Rings in drie delen te splitsen. In 1954-55 werden alle drie de delen uitgegeven. De eerste Nederlandse vertaling verscheen in 1956 in een vertaling van Max Schuchart.
The Lord of the Rings die tegenwoordig verkocht wordt, is niet de originele. Na het initiële succes vroeg een Amerikaanse uitgever Tolkien om toestemming voor een paperback-versie. Tolkien, die paperbacks maar niets vond, weigerde. Onder het toenmalige auteursrecht stond niets de uitgever in de weg om het werk niettemin op de Amerikaanse markt uit te geven, en hij deed dit dan ook, met succes (waarbij hij Tolkien royalty's betaalde). Tolkien was hier niet blij mee en herschreef het werk genoeg om een nieuw copyright te vestigen (per 1965/66); deze herschreven versie werd op de Amerikaanse markt uitgebracht (tegenwoordig is In de ban van de ring dus ietsje anders dan The Lord of the Rings).

## Achtergronden
Tolkiens werk is al vele keren gebruikt als onderwerp voor analyses over welke bronnen er aan de basis van hadden gelegen en van de thema's die erin gebruikt worden. Hoewel het werk op zichzelf staat, is het verhaal slechts het laatste stuk van een nog groter werk waar Tolkien aan werkte sinds 1917 en dat hij tijdens zijn leven omschreef als een mythopoeia. Eigenlijk was hij steeds bezig met het vormgeven van Midden-aarde, waar al zijn verhalen zich afspeelden.

### Inspiratiebronnen
Tolkien haalde zijn inspiratie voor The Lord of the Rings onder andere uit de theologie en mythologie, maar ook uit de Scandinavische sagen. Verder gaf hij in het werk uiting aan zijn afkeer ten aanzien van de modernisering en industrialisatie van de wereld in zijn tijd. Dit is vooral te merken in het laatste boek, wanneer de Gouw onder de controle van Saruman gevallen was. Ook hebben Tolkiens eigen ervaringen tijdens de Eerste Wereldoorlog, waarin hij o.a. meevocht in de Slag aan de Somme en veel van zijn vrienden van voor die oorlog sneuvelden, in de totstandkoming van het werk een rol gespeeld. Tolkien werd mogelijk ook geïnspireerd door E. R. Eddison, van wie hij een groot bewonderaar was.
Tolkiens fascinatie voor taal komt in het werk duidelijk tot uiting. De volkeren in The Lord of the Rings spreken ieder hun eigen taal. Met name de taal der Elfen, het Quenya, is door Tolkien voorzien van een uitgebreide grammatica en woordenschat (die met name is gebaseerd op het Fins).

### Kernteksten
- "Een sterveling [...] die een van de Grote Ringen [van Macht] bezit, sterft niet, maar groeit niet en verkrijgt niet meer leven: hij bestaat slechts totdat hem ten slotte iedere minuut te veel wordt. En als hij de Ring vaak gebruikt om zich onzichtbaar te maken, vervaagt hij; hij wordt ten slotte voor altijd onzichtbaar en waart rond in de schemering onder het duistere oog van de zwarte macht die de Ringen regeert." (Deel I De reisgenoten, Boek 1: II De schaduw van het verleden p. 63)
- "'Hoera!' riep Pepijn opspringend. 'Daar heb je onze nobele neef. Maak plaats voor Frodo, Heer van de Ring!' 'Stil toch,' zei Gandalf uit de schaduw achter in de loggia. 'Boze zaken dringen niet door tot in dit dal, toch moeten we er niet over spreken. De Heer van Ring is niet Frodo, maar de meester van de Zwarte Toren van Mordor, wiens macht zich weer over de wereld uitstrekt...' (Deel I De reisgenoten, Boek 2: I Vele kennismakingen p. 290)
- "Halflingen! Maar dat is slechts een klein volkje uit oude liederen en kinderverhalen uit het noorden. Beleven wij legenden of staan wij op de groene aarde in het daglicht?" "Een mens kan beide doen," zei Aragorn. [...] "De groene aarde, zegt ge? Dat is een machtig stuk legende, hoewel ge er in het daglicht op staat." (Deel II Boek 3: II De Ruiters van Rohan, p. 561)
- "Diep, diep onder het diepste graafwerk van de Dwergen, knagen naamloze dingen aan de wereld." (Deel II De twee torens, Boek 3: V De Witte Ruiter p. 649)
- "Wat jammer dat Bilbo dat veile creatuur [Gollem] niet heeft doodgestoken toen hij de kans had" "Jammer? Het was medelijden dat zijn hand weerhield. Medelijden en Genade: niet doden als het niet nodig is." "Ik heb helemaal geen medelijden met Gollem. Hij verdient de dood." "Verdient de dood? Ongetwijfeld. Velen die leven verdienen de dood. En sommigen die sterven verdienen het leven. Kun jij het hun schenken? Wees dan niet te begerig om de dood te doen voltrekken in naam der gerechtigheid uit vrees voor je eigen veiligheid. Zelfs de wijzen kunnen niet alle oogmerken doorzien." (Deel II De twee torens, Boek 4: I Het temmen van Sméagol p. 795)
- "Vechten is vergeefs. Waarom zouden wij nog langer willen leven? Waarom zouden wij niet […] de dood ingaan?" "Gij hebt niet het gezag, en geen enkele heer heeft dit, om het uur van uw dood te bevelen." (Deel III De terugkeer van de koning, Boek 5: VII De brandstapel van Denethor p. 1116)
- "Lieve hemel. Wij Toeken en Brandebokken, wij kunnen niet lang boven onze stand met de groten leven." "Neen," zei Merijn, "Dat kan ik niet. Nog niet, in ieder geval. [...] Het is het beste om eerst datgene lief te hebben waarvoor je geschikt bent." (Deel III De terugkeer van de koning, Boek 5: VIII De Huizen van Genezing p. 1139)
- "Er zijn nog talloze dingen in Midden-aarde te zien, en grote werken te verrichten. Maar als heel het schone [elfen]volk naar de Havens trekt, zal het een saaiere wereld zijn voor hen die gedoemd zijn achter te blijven." (Deel III De terugkeer van de koning, Boek 5: IX Het laatste overleg p. 1143)
- "Er zijn andere kwade dingen, die nog kunnen komen [...]. Het is niet aan ons om alle getijden van de wereld te beheersen, maar, om te doen wat in ons vermogen ligt voor de redding van de jaren waarin wij leven, het kwaad in de velden die wij kennen uitroeiend, zodat zij die na ons komen een schone aarde hebben om te bewerken." (Deel III De terugkeer van de koning, Boek 5: IX Het laatste overleg p. 1150)
- "Ik ben te diep gewond, Sam. Ik heb geprobeerd de Gouw te redden, en zij is gespaard, maar niet voor mij. Het gaat vaak zo, Sam, als er dingen in gevaar zijn; iemand moet er afstand van doen, ze opgeven, opdat anderen ze zullen behouden." (Deel III De terugkeer van de koning, Boek 6: IX Meer dan één afscheid p. 1344)

## Verfilmingen
In de ban van de ring werd meerdere keren verfilmd. Ralph Bakshi maakte in 1978 een eerste verfilming, die animatie met live-action combineerde. Deze film besloeg het eerste deel en de eerste helft van het tweede deel. Het resultaat was een financieel succes en won enkele prijzen, maar veel critici waren ontevreden. Het tweede deel werd nooit gefinancierd nadat de belangrijkste tekenaars omkwamen bij een auto-ongeluk. In 1980 werd er alsnog een animatiefilm van De Terugkeer van de Koning uitgebracht, die vooral op kinderen gericht was.
Een latere en bekender geworden verfilming is The Lord of the Rings van regisseur Peter Jackson, geproduceerd door New Line Cinema. De drie aparte films zijn tegelijkertijd opgenomen in Nieuw-Zeeland. Jacksons verfilmingen van de boeken wonnen samen 17 Oscars. In 2012 werd deze trilogie gevolgd door een nieuwe verfilming van De hobbit, eveneens in drie delen: The Hobbit: An Unexpected Journey (2012), The Hobbit: The Desolation of Smaug (2013) en The Hobbit: The Battle of the Five Armies (2014).

## Invloeden
The Lord of the Rings heeft een groot effect gehad op de moderne fantastische literatuur; de impact van Tolkiens werk heeft woorden als Tolkienian en Tolkienesque doen opnemen in de Oxford English Dictionary. De voortdurende populariteit van The Lord of the Rings heeft geleid tot diverse verwijzingen in de cultuur van sommige landen, de oprichting van verenigingen voor fans van Tolkiens werk, en de publicatie van boeken over Tolkien en zijn schrijfsels. The Lord of the Rings heeft zowel kunst, muziek, films als televisie en video-games geïnspireerd, maar bovenal literatuur.
Sommige bewonderaars van Tolkien en zijn werk hebben zich verenigd. In Nederland is het Tolkien Genootschap Unquendor opgericht, met als doel het bevorderen van de interesse voor het werk van J.R.R. Tolkien.

## Spel
Onder de gelijknamige titel is ook een spel uitgebracht. Dit is door Reiner Knizia in 2000 ontworpen en bevat een aantal verschillende borden waarop de scenario's uit het verhaal op een niet-competitieve manier worden gespeeld. Het doel is om gezamenlijk de ring op de Doemberg te vernietigen.

## Trivia
- In een wijk van het Nederlandse Geldrop zijn straten genoemd naar personages en plekken uit dit verhaal.
- De titel van het Suske en Wiske-verhaal In de ban van de Milt is een toespeling op In de ban van de ring.